# Ligne de tramway R (SNCV Groupe de Bruxelles Sud)
 (janvier 2022).
La ligne R est une ancienne ligne du tramway vicinal de Bruxelles de la Société nationale des chemins de fer vicinaux (SNCV) qui reliait Bruxelles à Rhode-Saint-Genèse.

## Histoire
1913 : mise en service, traction électrique ; section Bruxelles - Rhode-Saint-Genèse Espinette Centrale commune avec la ligne Bruxelles - Waterloo (voir ligne W).
En 1949, la ligne est équipée de la signalisation automatique pour les voies uniques entre Rhode-Saint-Genèse Espinette Centrale et le terminus la gare de Rhode-Saint-Genèse de plus un évitement est ajouté à l'arrêt Dries.
État au 1er janvier 1950 : R Bruxelles Place Rouppe — Rhode-Saint-Genèse Gare.
19 décembre 1969 : suppression.